# ويلسون شانون
ويلسون شانون (بالإنجليزية: Wilson Shannon)‏ هو محامي ودبلوماسي وسياسي أمريكي، ولد في 24 فبراير 1802 في مقاطعة بلمونت في الولايات المتحدة، وتوفي في 30 أغسطس 1877 في لورانس في الولايات المتحدة. حزبياً، نشط في الحزب الديمقراطي.

## مناصب
- انتخب حاكم ولاية أوهايو [الإنجليزية]‏ (14 ديسمبر 1842 – 15 أبريل 1844).
- انتخب حاكم كانساس [الإنجليزية]‏ (7 سبتمبر 1855 – 18 أغسطس 1856).
- انتخب حاكم ولاية أوهايو [الإنجليزية]‏ (13 ديسمبر 1838 – 16 ديسمبر 1840).
- انتخب عضو مجلس النواب الأمريكي عن دائرة Ohio's 17th congressional district [الإنجليزية]‏ (4 مارس 1853 – 3 مارس 1855).